# Стробилянт
Стробилянт, или стробилантес (лат. Strobilanthes) — род цветковых растений семейства Акантовые.

## Внешний вид
Стробилянт Дьера:
- листья овальные, с длиннозаострённой верхушкой, супротивные, сидячие, до 30 см длиной и 10 см шириной;
- молодые листья серебристо-фиолетовые по жилкам и тёмно-зелёные по краю, снизу фиолетово-пурпурные, с возрастом фиолетовая окраска теряется
- сроки цветения: обычно в летний период

## Распространение
Стробилянт (Strobilanthes) — травянистое вечнозелёное, многолетнее растение и кустарники, которое относится к семейству Акантовых, распространённые в тропической Азии и на Мадагаскаре, также — в Америке; в культуре — Стробилянт Дьера.

## Виды
По данным сайта The Plant List род Стробилянт насчитывает 167 признанных видов. Ещё 502 вида имеют статус Unassessed.
Некоторые из них:
| - Strobilanthes acrocephalus - Strobilanthes affinis - Strobilanthes angustifrons - Strobilanthes atropurpureus - Strobilanthes attenuata - Strobilanthes auriculatus - Strobilanthes bheriensis - Strobilanthes bracteata - Strobilanthes capitata - Strobilanthes cuneata - Strobilanthes cusia - Strobilanthes cyclus - Strobilanthes divaricatus - Strobilanthes dyerianus | - Strobilanthes extensa - Strobilanthes flexicaulis - Strobilanthes formosanus - Strobilanthes forrestii - Strobilanthes glandulifera - Strobilanthes glutinosa - Strobilanthes hamiltoniana - Strobilanthes isophyllus - Strobilanthes kunthiana - Strobilanthes lachenensis - Strobilanthes lamiifolia - Strobilanthes longespicatus - Strobilanthes multidens - Strobilanthes nutans | - Strobilanthes oliganthus - Strobilanthes oligocephala - Strobilanthes pentstemonoides - Strobilanthes rankanensis - Strobilanthes sabiniana - Strobilanthes saccata - Strobilanthes subnudata - Strobilanthes tamburensis - Strobilanthes tetraspermus - Strobilanthes thomsonii - Strobilanthes triflorus - Strobilanthes wallichii - Strobilanthes yunnanensis |